# Czerwony Staw Pańszczycki
Der Czerwony Staw Pańszczycki in Polen ist ein Gletschersee in der östlichen Dolina Pańszczycy (Pańszczyca-Tal) in der Hohen Tatra. Er befindet sich in der Gemeinde Poronin. Ein markierter Wanderweg führt zum See. Das Wasser des Sees fließt größtenteils unterirdisch über den Pańszczycki Potok ab. Bei niedrigem Wasserstand teilt sich der See.